# Rotax 914
Le Rotax 914 est un moteur d'avions produit en Autriche par Rotax, filiale de Bombardier Produits récréatifs.

## Caractéristiques
Le Rotax 914 est un moteur à plat de 4 cylindres turbocompressé. Le moteur est lubrifié par carter sec. Les cylindres sont refroidis par air et la culasse par eau. Il est équipé de 2 carburateurs, d'un double allumage électronique, d'un démarreur électrique et d'un réducteur de vitesse d'hélice (ratio de 2,43:1).
Le moteur, d'une cylindrée de 1211,2 cm3, développe 115 ch (84,5 kW) à 5800 tours par minute pendant 5 minutes maximum et 99 ch (73,5 kW) à 5500 tours par minute en continu.
Le Rotax 914 est une évolution turbocompressée du Rotax 912. Il est produit depuis 1996. Le temps moyen entre révisions  (sigle MTBO en anglais) a évolué pour atteindre 2000 heures.

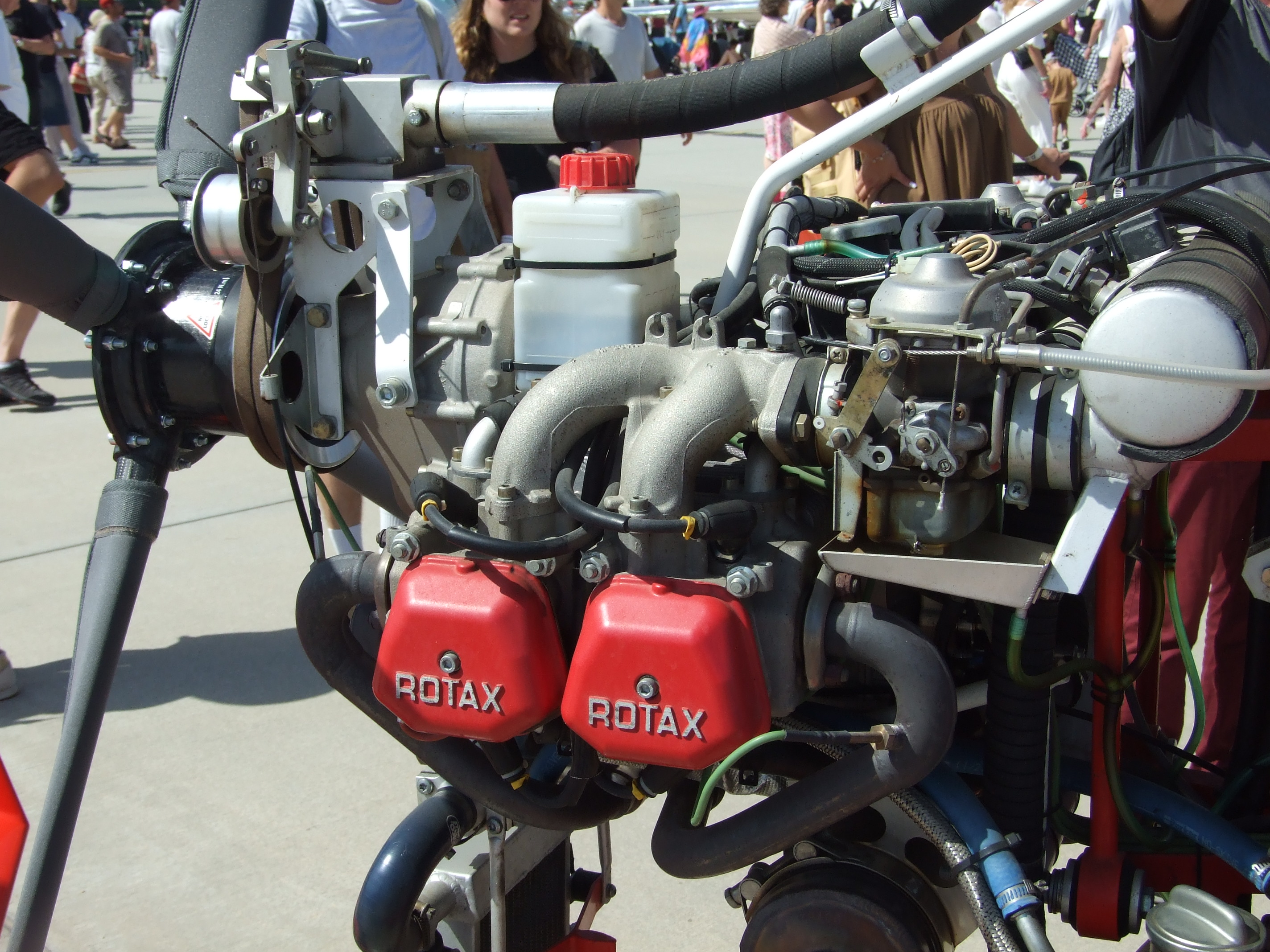
Moteur Rotax 914, coté droit.
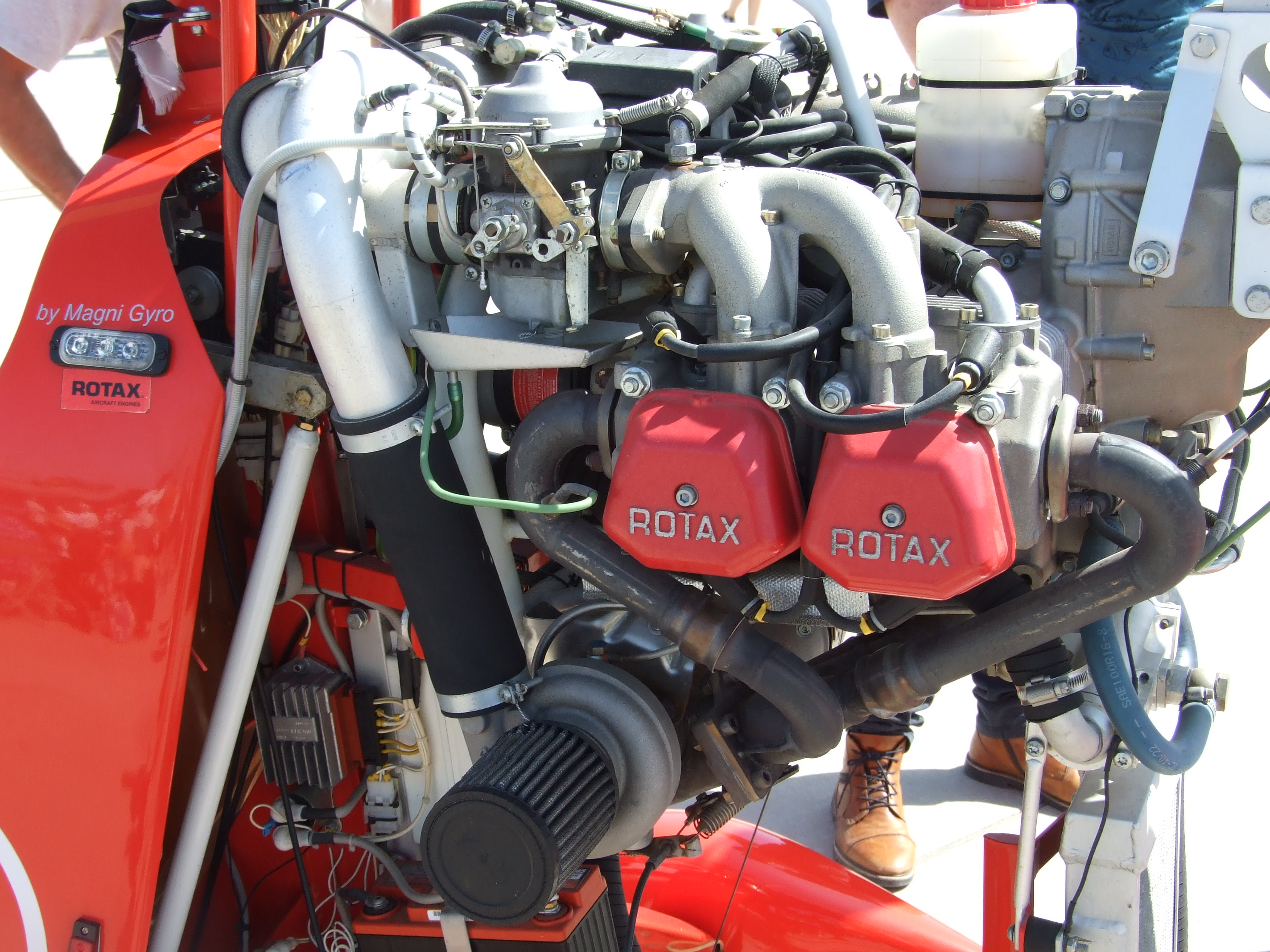
Moteur Rotax 914, coté gauche.
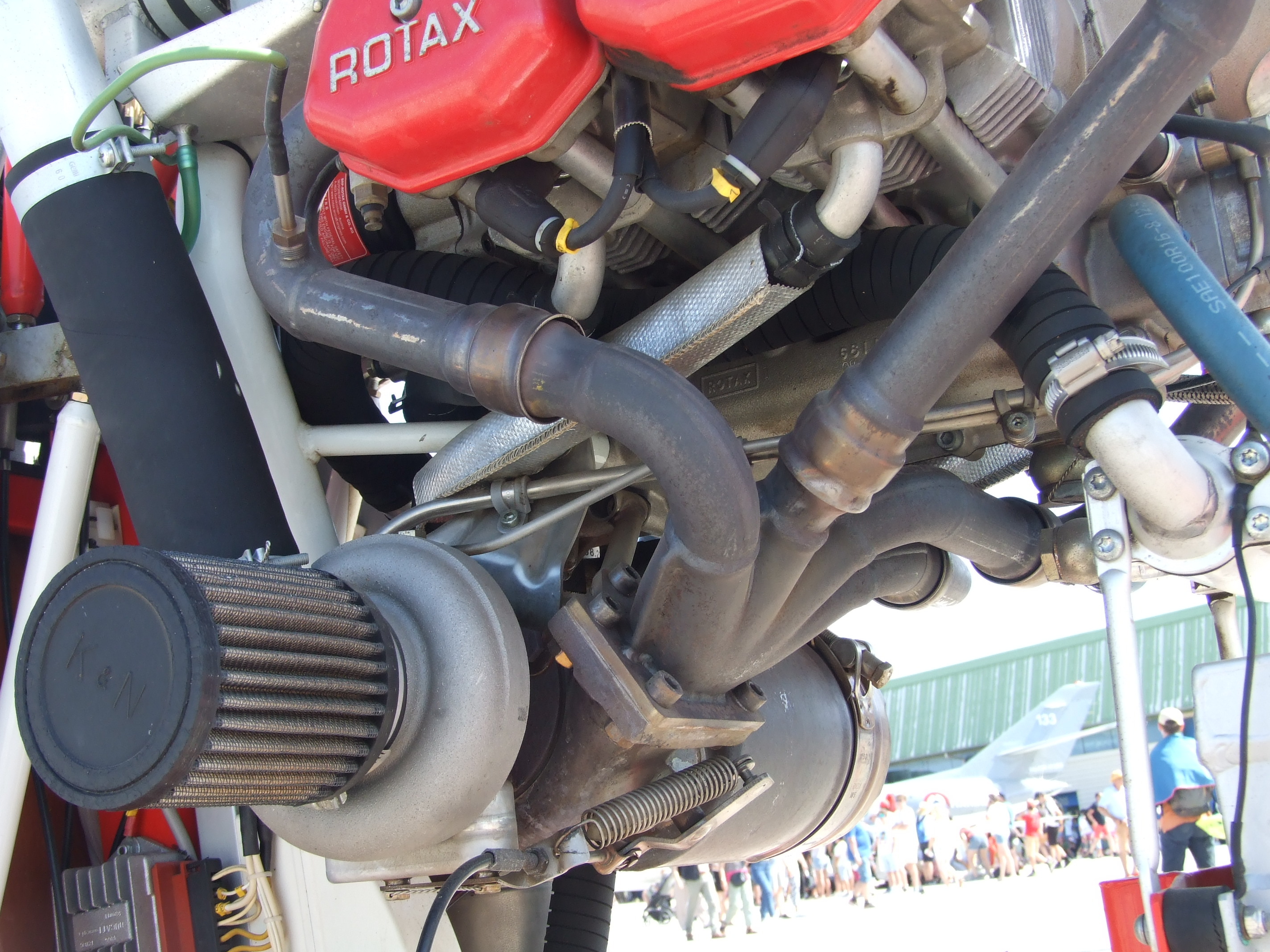
Moteur Rotax 914, turbo.

## Versions
Il existe plusieurs versions du Rotax 914:
- 914 F# : certifié FAA FAR part 33 et JAA JAR-E
- 914 UL# : non certifié pour ULM.

Avec # pouvant prendre les valeurs 2, 3 ou 4 :
- 2 : hélice à pas fixe
- 3 : hélice à pas variable avec un régulateur hydraulique
- 4 : hélice à pas variable prêt pour accueillir un régulateur hydraulique.

## Utilisations
Le Rotax 914 est utilisé sur de nombreux appareils dont :
- Aeromot AMT 300
- Aerospool WT9 Dynamic
- Blackshape Prime
- BRM Aero Bristell
- Dyn'Aéro MCR 01
- Dyn'Aéro MCR 4S
- EADS Harfang (drone)
- Elbit Hermes 900 (drone)
- Europa XS
- General Atomics MQ-1 Predator (drone)
- JMB VL-3 Evolution
- Safran Patroller (drone)
- Sonaca 200
- Stemme S-10 VT (motoplaneur)